# The Winner is...
The Winner is... was een talentenjachtprogramma op televisie van de commerciële zender SBS, dat begin 2012 van start ging. Het programma is bedacht door John de Mol, en wordt geproduceerd door zijn mediabedrijf Talpa Producties. Al voor de eerste uitzending van Nederlandse versie werd het format verkocht aan Duitsland, waar Linda de Mol het programma zal gaan presenteren. Ook andere buitenlandse zenders, waaronder CBS, hebben hun interesse inmiddels getoond aan de producent.
De programmatitel werd in de zomer van 2011 aangekondigd, zonder enige bekendmaking van de inhoud. Het zou volgens John de Mol een van de nieuwe succestitels moeten worden van SBS, de zender waar De Mol sinds 2012 een minderheidsbelang in heeft. In het najaar van 2011 werd de inschrijving geopend en het format gepresenteerd.
Tijdens de bekendmaking van het format werden het zogenoemde "vakjurylid", die plaats zal nemen naast de honderddelige publieksjury, en presentator nog niet openbaar gemaakt. Later maakte SBS bekend dat Beau van Erven Dorens het programma zou gaan presenteren, en Jeroen van der Boom plaats zou nemen in de jury.

## Synopsis
De Nederlandse versie van de talentenjacht is de eerste geproduceerde. Al voordat het eerste seizoen van start ging, werd het format gekocht door de Duitse televisie. Ook andere landen hebben inmiddels interesse getoond, maar het format nog niet definitief gekocht. Het eerste seizoen wordt gepresenteerd door Beau van Erven Dorens. Jeroen van der Boom is het enige "vakjurylid", naast de honderdkoppige publieksjury. De winnaar wint uiteindelijk maximaal één miljoen euro.
Het eerste seizoen van het programma werd sinds begin 2012 groots aangekondigd op de Nederlandse televisie. Een week voor de première van de eerste uitzending werden er daarnaast op vele openbare gelegenheden posters opgehangen om het programma te promoten. Ook werd er een speciale perspresentatie georganiseerd, stonden er grote advertenties in verschillende tijdschriften, werd het programma gepromoot in diverse talkshows en kreeg het programma veelal aandacht in meerdere televisieprogramma's.
Producent John de Mol hoopte met de eerste uitzending boven de miljoen kijkers te scoren. De eerste aflevering trok uiteindelijk iets meer dan één miljoen kijkers. Vooralsnog was hij niet erg tevreden met deze cijfers.

### Finalistenoverzicht
 – Overgebleven kandidaat na de reguliere duels.
 – Overgebleven kandidaat na de kwartfinale.
 – Overgebleven kandidaat na de halve finale.
| Seizoen | Kandidaten kwartfinale | Kandidaten halve finale                                                                                      | Kandidaten finale                                         | Einduitslag                                                                            |
| ------- | --- | --- | --------------------------------------------------------- | -------------------------------------------------------------------------------------- |
| 1       | – CPG (zanggroepen) – Jill van Leeuwen (vrouwelijke solisten) – Des'Ray (professionals) – Thijs Poorterman (mannelijke solisten) – Bryan B (40+) – Josje & Angela (duo's) – Marie Louise & Joyce (families) – Jackie Teerenstra (jeugd) | –Jill van Leeuwen (vrouwelijke solisten) – Jackie Teerenstra (jeugd) –Josje & Angela (duo's) – Bryan B (40+) | - Jill van Leeuwen (vrouwelijke solisten) – Bryan B (40+) | – - Bryan B (40+) – - Jill van Leeuwen (vrouwelijke solisten) – Josje & Angela (duo's) |

### Format
Het programma bestaat uit meerdere fases. In de eerste fase, de voorselectie, worden alle inschrijvingen door de productiejury doorgenomen. Alle kandidaten worden uitgenodigd om auditie te komen doen en op basis van die auditie wordt er besloten of de kandidaat goed genoeg is om door te mogen gaan naar de televisieopnames. Na de voorselectie worden de kandidaten verdeeld over acht categorieën. In totaal drie rondes wordt eerst uitgemaakt wie de beste kandidaat is in zijn eigen categorie. In al deze rondes nemen altijd twee kandidaten uit één categorie het tegen elkaar op in een zangduel. De winnaar van het duel gaat door naar de volgende ronde, waar wederom geld verdiend kan worden. De verliezer ligt direct uit de competitie. De acht categorieën worden eerst in vier afleveringen behandeld. In elke aflevering worden acht duels uitgezonden, elke categorie komt dus één keer aan de beurt in iedere uitzending.
In de eerste ronde halveert elke categorie van acht naar vier kandidaten. Wanneer alle categorieën in de eerste ronde zijn behandeld, en alle kandidaten dus zijn geweest, zijn er in elke categorie nog vier kandidaten over die doorgaan. In de tweede ronde gaan in elke aflevering kandidaten strijden om een plek in de derde ronde. In deze ronde halveert elke categorie van vier naar twee kandidaten. Deze tweede ronde bestaat uit slechts twee afleveringen.
De kandidaten kunnen niet alleen in de finale een geldbedrag winnen, in iedere ronde valt er namelijk meer geld te verdienen. In de eerste ronde kan er per duel vijfentwintighonderd euro worden verdient. Dit bedrag wordt verdubbeld in de tweede ronde. In de derde ronde valt er tienduizend euro te verdienen per duel. In de kwartfinale loopt dit bedrag nog hoger op, dan is er vijfentwintigduizend euro te verdienen. In de halve finale valt er vijftigduizend euro per duel te verdienen, in de finale nul, honderdduizend of één miljoen euro.
In de derde ronde strijden opnieuw alle overgebleven kandidaten uit elke categorie om een plek in de volgende ronde, namelijk de enige live-uitzending. Dit is ook gelijk de finale. In de finale strijden alle acht finalisten, één uit elke categorie, voor de hoofdprijs. Dat doen ze in drie finalerondes. Ze beginnen in de kwartfinale: vier duels, van acht naar vier kandidaten. Daarna volgt de halve finale: twee duels, van vier naar twee kandidaten. Ten slotte volgt de definitieve finale: één duel, van de twee overgebleven finalisten naar één. De winnaar van dat duel mag zich de winnaar noemen van de talentenjacht en gaat naar huis met maximaal één miljoen euro.
In de zomer van 2021 wordt een soortgelijk programma uitgezonden onder de titel Beat me: The Five Knock-outs. Dit programma wordt gepresenteerd door 538-dj Frank Dane.

## Seizoenen
| Seizoen | Uitzenddata                     | Afleveringen | Presentatie           | Vakjurylid          |
| ------- | ------------------------------- | ------------ | --------------------- | ------------------- |
| 1       | 26 januari 2012 – 15 maart 2012 | 8            | Beau van Erven Dorens | Jeroen van der Boom |